# 日本ピクトさん学会
日本ピクトさん学会（にほんピクトさんがっかい）は、内海慶一が会長を務める日本の私設団体である。

## 概要
会長の内海は岡山県岡山市在住で、非常階段等のピクトグラムに含まれる人物像（「ピクトさん」と呼ぶ）を研究している。